# Drohobîci
Drohobîci (în ucraineană Дрогобич) este oraș regional în regiunea Liov, Ucraina. Deși subordonat direct regiunii, orașul este și reședința raionului Drohobîci. 
Astăzi, orașul este cunoscut ca locul de naștere al lui Yuri Drohobîci, Ivan Franko și Bruno Schulz. Orașul a operat numeroase rafinării de petrol. În prezent, centrala Drohobych Solar Welding, cea mai veche fabrică de sare din Europa, operează în oraș.

## Personalități
- Bruno Schulz, scriitor și desenator.

## Demografie
Componența lingvistică a orașului Drohobîci
     Ucraineană (94,13%)
     Rusă (4,28%)
     Alte limbi (0,45%)
Conform recensământului din 2001, majoritatea populației orașului Drohobîci era vorbitoare de ucraineană (94,13%), existând în minoritate și vorbitori de rusă (4,28%).